# خوسيه ماريا رينا اندرادي
خوسيه ماريا رينا اندرادي (بالإسبانية: José María Reyna Andrade)‏ (1 نوفمبر 1860 - 25 أبريل 1947). كان الرئيس بالوكالة غواتيمالا من 2 يناير 1931 إلى 14 فبراير 1931.